# ماريو دي نيجري
ماريو دي نيجري (بالإيطالية: Mario De Negri)‏ هو عداء سريع إيطالي، ولد في 27 نوفمبر 1901 في كيافاري في إيطاليا، وتوفي في 1978.

## وصلات خارجية
- ماريو دي نيجري على موقع اللجنة الأولمبية الدولية (الإنجليزية)
- ماريو دي نيجري على موقع أوليمبيديا (الإنجليزية)